# Indianapolis MotoGP 2009
Indianapolis MotoGP 2009 kördes den 30 augusti på Indianapolis Motor Speedway.

## MotoGP

### Slutresultat
| Plats | Förare           | Märke    | Grid | Kvaltid  |
| ----- | ---------------- | -------- | ---- | -------- |
| 1     | Jorge Lorenzo    | Yamaha   | 2    | 1.40,236 |
| 2     | Alex de Angelis  | Honda    | 4    | 1.40,620 |
| 3     | Nicky Hayden     | Ducati   | 6    | 1.41,067 |
| 4     | Andrea Dovizioso | Honda    | 8    | 1.41,309 |
| 5     | Colin Edwards    | Yamaha   | 5    | 1.40,961 |
| 6     | James Toseland   | Yamaha   | 10   | 1.41,620 |
| 7     | Loris Capirossi  | Suzuki   | 11   | 1.41,742 |
| 8     | Mika Kallio      | Ducati   | 15   | 1.42,250 |
| 9     | Toni Elías       | Honda    | 7    | 1.41,283 |
| 10    | Dani Pedrosa     | Honda    | 1    | 1.39,730 |
| 11    | Chris Vermeulen  | Suzuki   | 14   | 1.42,038 |
| 12    | Randy de Puniet  | Honda    | 12   | 1.41,773 |
| 13    | Aleix Espargaró  | Ducati   | 16   | 1.42,577 |
| 14    | Gábor Talmácsi   | Honda    | 17   | 1.42,736 |
| 15    | Marco Melandri   | Kawasaki | 9    | 1.41,530 |
| 16    | Niccolò Canepa   | Ducati   | 13   | 1.41,910 |
| 17    | Valentino Rossi  | Yamaha   | 3    | 1.40,609 |